# 銚子塚古墳 (磐田市)
銚子塚古墳（ちょうしづかこふん、寺谷銚子塚古墳）は、静岡県磐田市寺谷（てらだに）にある古墳。形状は前方後円墳。銚子塚古墳群を構成する古墳の1つ。国の史跡に指定されている（指定名称は「銚子塚古墳 附 小銚子塚古墳」）。
静岡県内では第3位の規模の古墳で、4世紀後半（古墳時代前期）頃の築造と推定される。
本項目では銚子塚古墳の北西にある小銚子塚古墳についても解説する。

## 概要
静岡県西部、天竜川東岸の磐田原台地西縁に築造された大型前方後円墳である。周辺には古墳10基が点在しており、銚子塚古墳群を形成する。明治期に盗掘に遭っているほか、これまでに発掘調査は実施されていない。
墳形は前方部が広がらない柄鏡式の前方後円形で、墳丘主軸を台地縁辺と平行方向として、前方部を南南西方向に向ける。墳丘に段築は認められていない。墳丘長は108メートルを測り、静岡県内では第3位の規模になる。墳丘外表で葺石・埴輪は認められていない。墳丘周囲には幅約10メートルの周濠が巡らされており、後円部北側から東側にかけて周堤帯が巡らされる。埋葬施設に関しては明らかでないが（竪穴式石室ではないと見られる）、明治期の盗掘の際には地表下3メートルにおいて朱の付着した円礫が約3メートル四方に積まれていたという。また盗掘の際、三角縁神獣鏡・巴形銅器・銅鏃2点が出土している。
この銚子塚古墳は、古墳時代前期の4世紀後半頃の築造と推定される。当地域を治めた豪族の首長墓と推測され、古墳時代前期としては有数の大型前方後円墳として重要視される古墳になる。
古墳域は1956年（昭和31年）に国の史跡に指定されている。

## 遺跡歴
- 1880年（明治13年）、銚子塚古墳の盗掘[3]。
- 1954年（昭和29年）、測量調査（静岡大学）[2]。
- 1956年（昭和31年）11月7日、銚子塚古墳・小銚子塚古墳が国の史跡に指定[4]。
- 1957年（昭和32年）、測量調査（静岡大学）[2]。
- 1979年（昭和54年）4月21日、史跡範囲の追加指定[4]。
- 1995年（平成7年）、測量調査（関西大学、1995年に報告書刊行）[2]。

## 墳丘

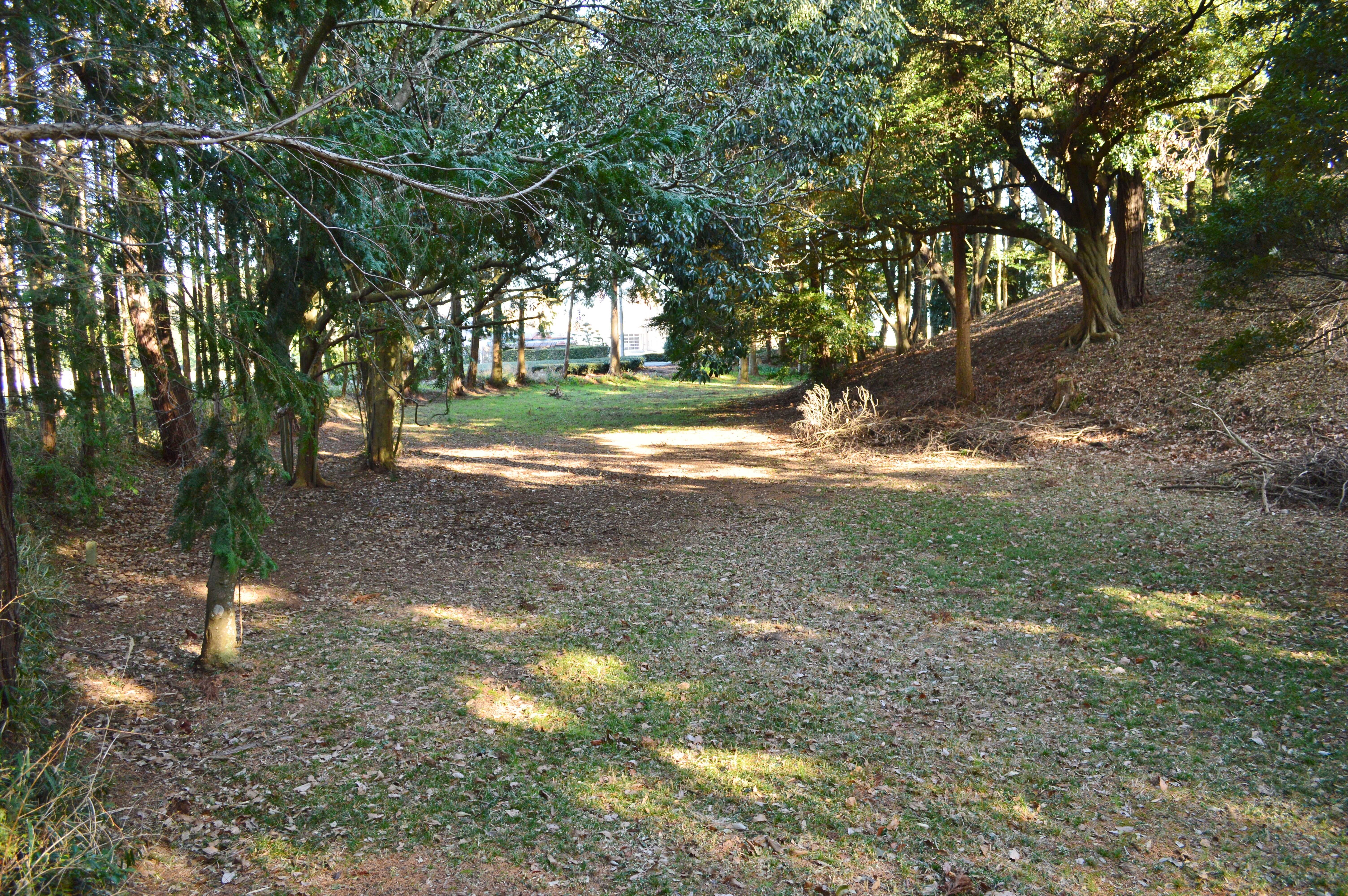
周濠右に後円部墳丘、左に周堤帯。

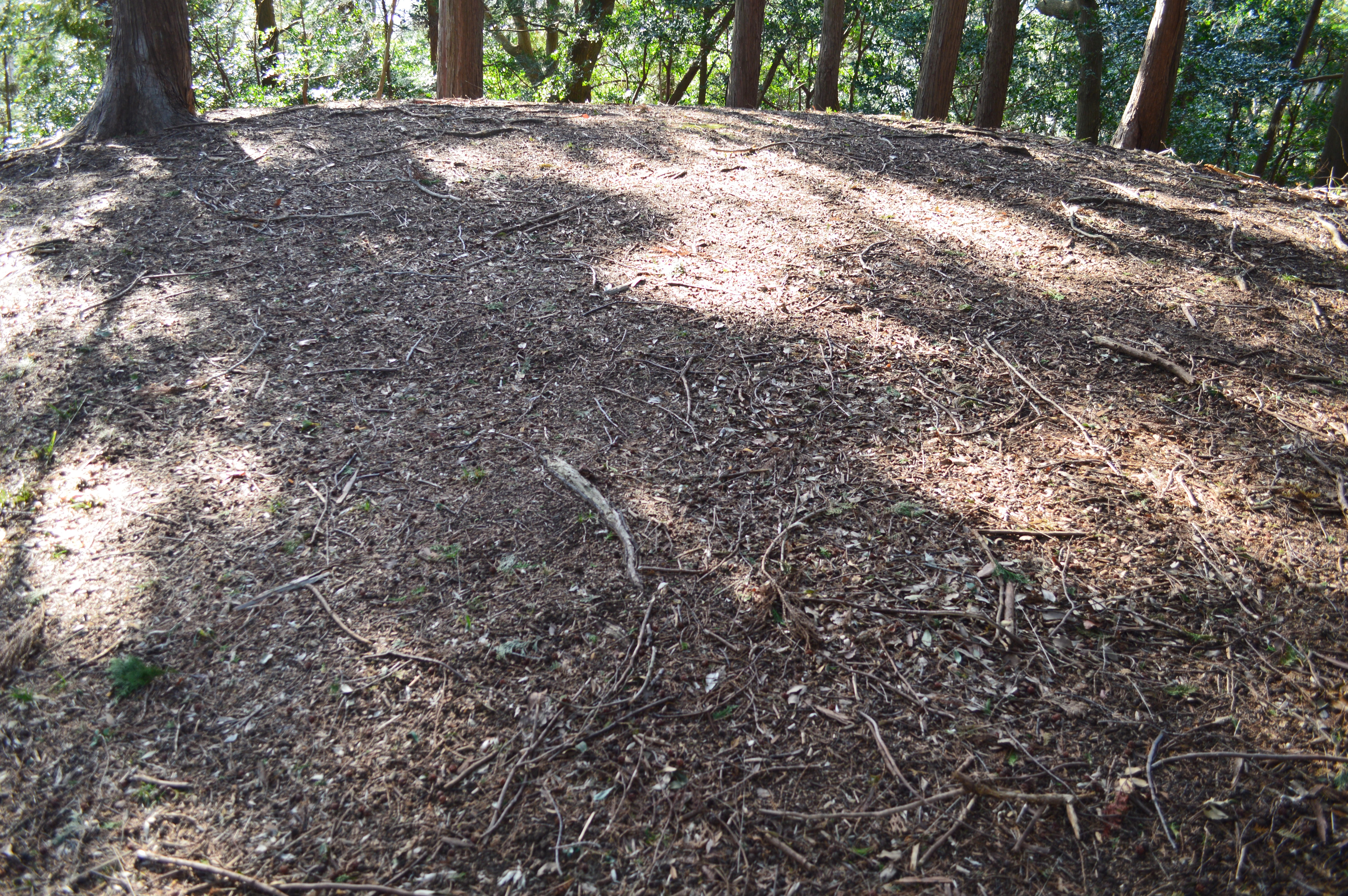
後方部墳頂
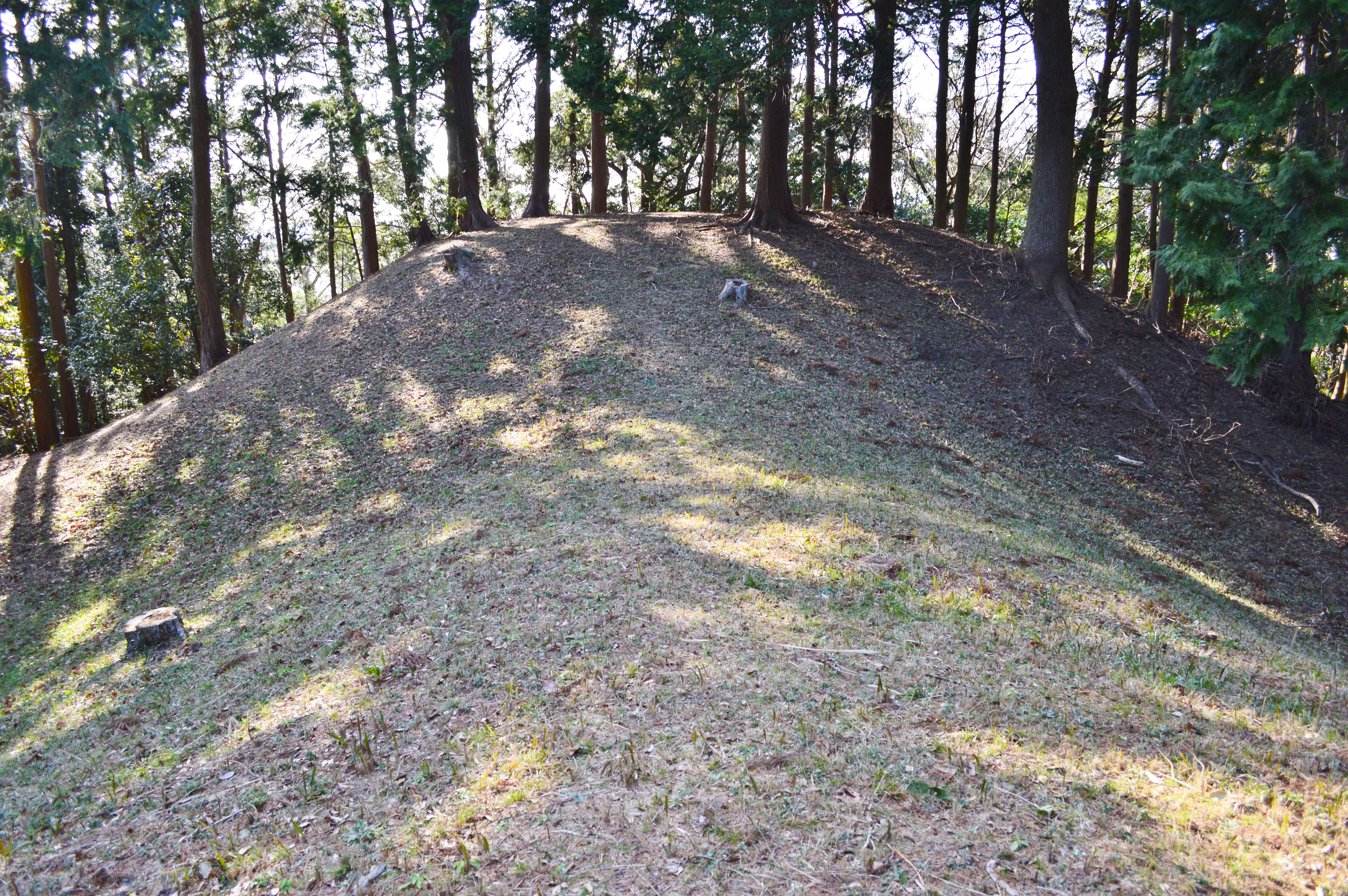
前方部から後方部を望む
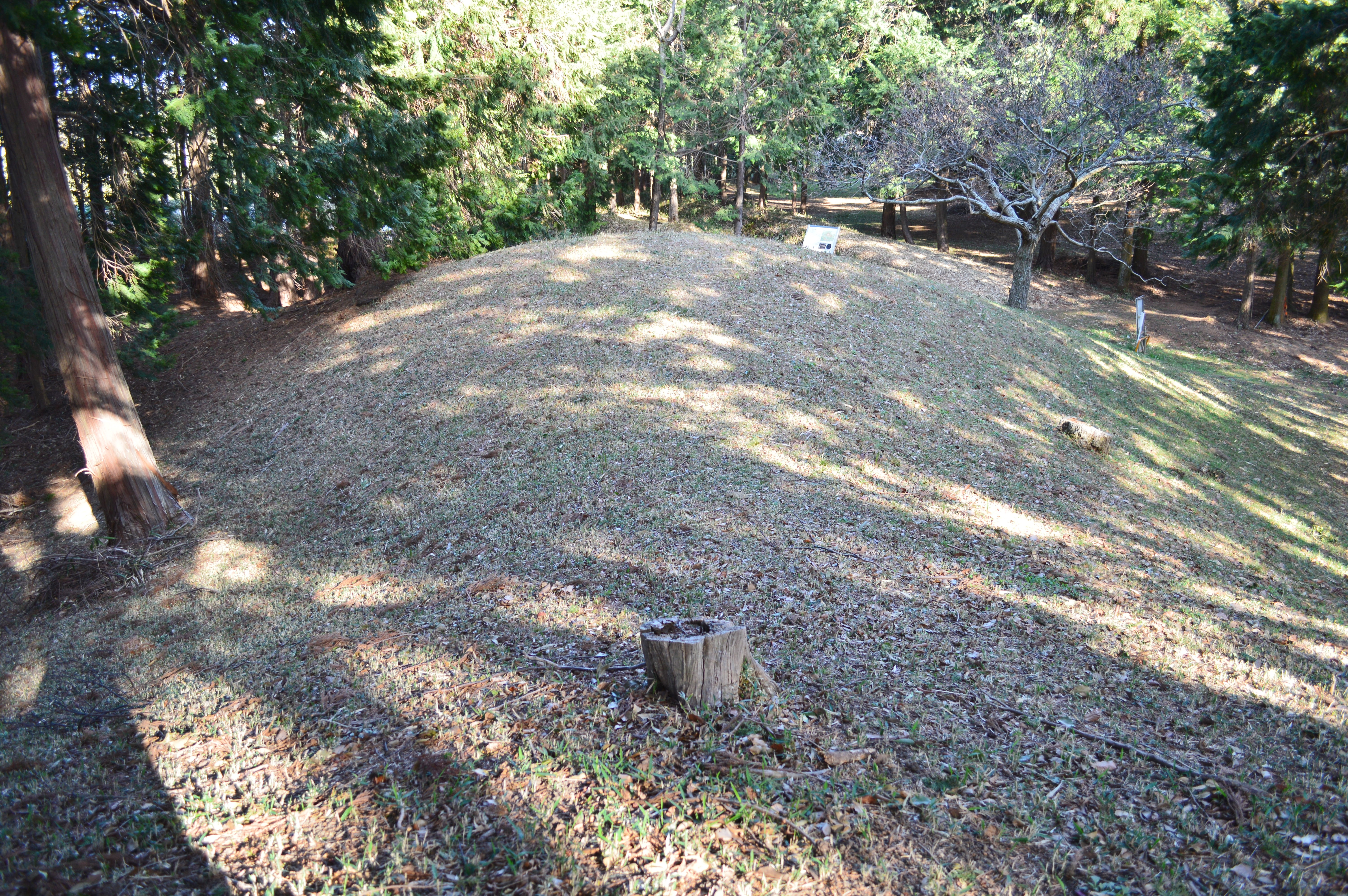
後方部から前方部を望む

墳丘の規模は次の通り。
- 墳丘長：108メートル
- 後円部
  - 直径：60メートル
  - 高さ：8.0メートル
- 前方部
  - 長さ：80メートル
  - 高さ：4.5メートル

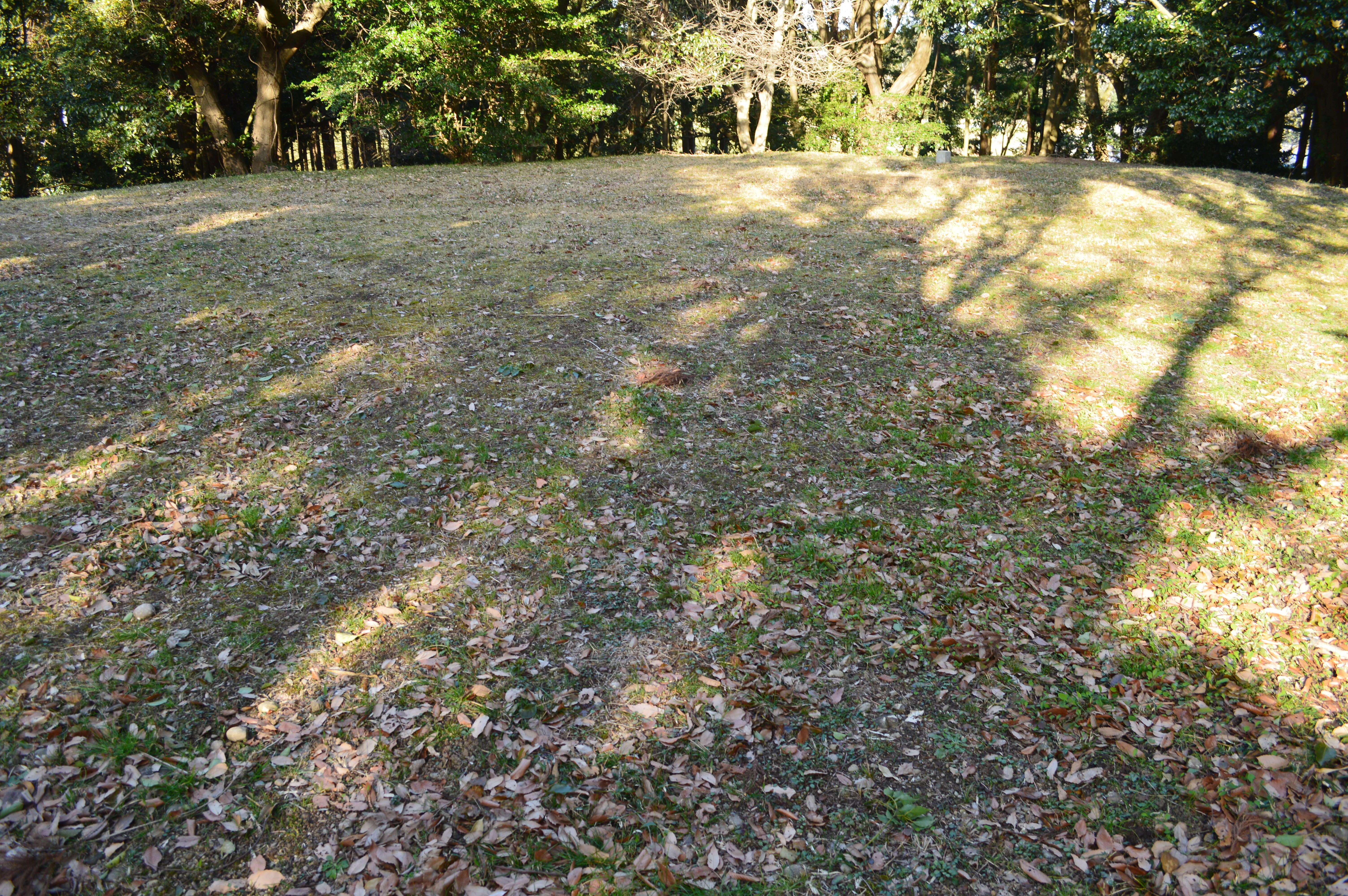
後円部墳頂
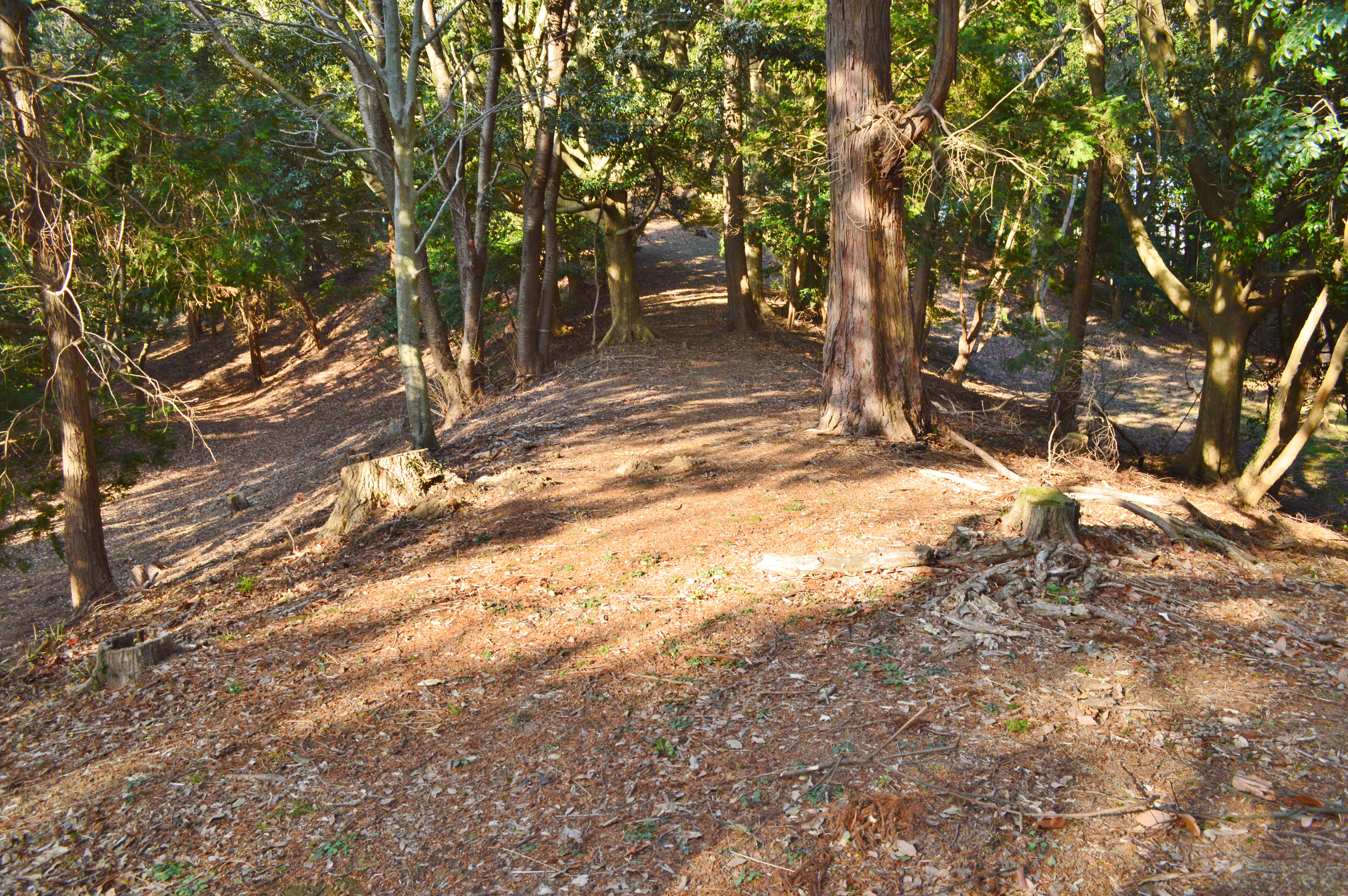
前方部から後円部を望む
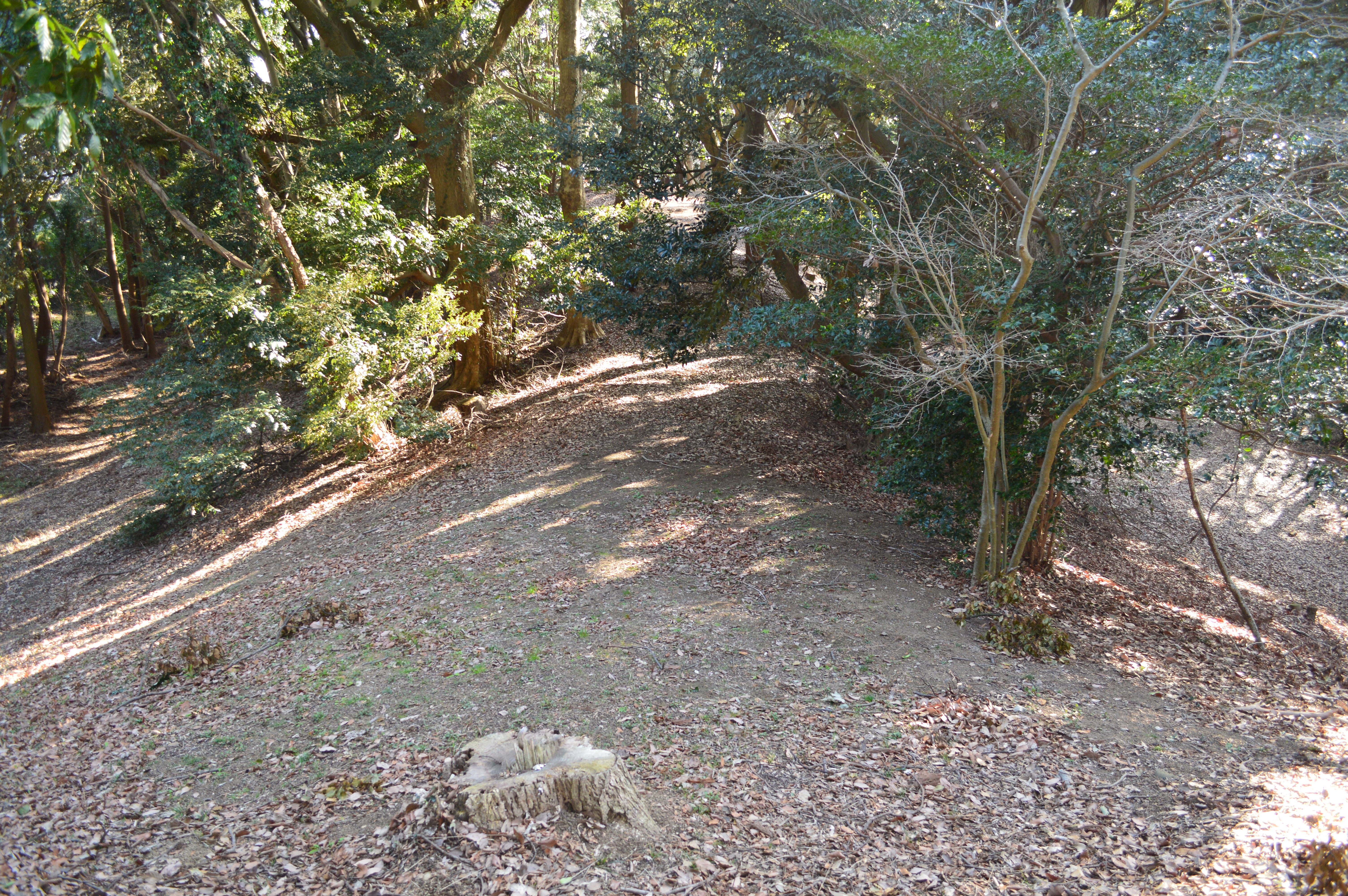
後円部から前方部を望む

## 出土品
明治期の盗掘で出土した主な副葬品は次の通り。
- 三角縁神獣鏡 1
日月銘三角縁獣文帯三神三獣鏡。直径17.0センチメートル。「日」・「月」の銘が鋳出される。同笵鏡として、坂尻1号墳（岐阜県）出土鏡・大丸山古墳（山梨県）出土鏡がある[1]。東京国立博物館保管。
- 巴形銅器 1
- 銅鏃 2

## 小銚子塚古墳
小銚子塚古墳（こちょうしづかこふん）は、銚子塚古墳の北西にある古墳。形状は前方後方墳。銚子塚古墳群を構成する古墳の1つ。国の史跡に指定されている（史跡「銚子塚古墳 附 小銚子塚古墳」のうち）。これまでに発掘調査は実施されていない。

### 概要
墳形は前方後方形で、墳丘主軸を銚子塚古墳と直交方向として、前方部を東の平野部方向に向ける。前方後方墳は静岡県内で5例のみが知られ、小銚子塚古墳はそのうち第2位の規模になる。墳丘に段築は認められておらず、墳丘外表で葺石・埴輪も認められていない。墳丘周囲には、前方部の北側から東側にかけて周濠が巡らされる。埋葬施設は未調査のため明らかでない。副葬品も詳らかでない。
築造時期は、銚子塚古墳と同時期となる古墳時代前期の4世紀後半頃と推定される（先行古墳とする説もある）。

### 墳丘
墳丘の規模は次の通り。
- 墳丘長：46メートル
- 後方部
  - 長さ：27メートル
  - 高さ：5.0メートル
- 前方部
  - 長さ：19メートル
  - 高さ：2.7メートル

- 後方部墳頂
- 前方部から後方部を望む
- 後方部から前方部を望む

## 文化財

### 国の史跡
- 銚子塚古墳 附 小銚子塚古墳 - 1956年（昭和31年）11月7日指定、1979年（昭和54年）4月21日に史跡範囲の追加指定[4]。

## 関連施設
- 東京国立博物館（東京都台東区） - 銚子塚古墳出土の三角縁神獣鏡等を保管。

## 関連文献
（記事執筆に使用していない関連文献）
- 『静岡県磐田市寺谷所在寺谷銚子塚・小銚子塚古墳測量調査の成果』関西大学文学部考古学研究室、1995年。